# Tecumseh, Oklahoma
Tecumseh är en ort i Pottawatomie County i delstaten Oklahoma, USA.